# Сеста Годано
Сеста Годано (итал. Sesta Godano) је насеље у Италији у округу Ла Специја, региону Лигурија.
Према процени из 2011. у насељу је живело 728 становника. Насеље се налази на надморској висини од 252 м.

## Становништво
Према резултатима пописа становништва 2011. у општини је живело 1.452 становника.
| 1931. | 1936. | 1951. | 1961. | 1971. | 1981. | 1991. | 2001. | 2011. |
| ----- | ----- | ----- | ----- | ----- | ----- | ----- | ----- | ----- |
| 3.616 | 3.524 | 3.092 | 2.389 | 1.839 | 1.649 | 1.585 | 1.554 | 1.452 |